# Maindargi
Maindargi är en ort i Indien.   Den ligger i distriktet Solapur och delstaten Maharashtra, i den centrala delen av landet, 1 200 km söder om huvudstaden New Delhi. Maindargi ligger 449 meter över havet och antalet invånare är 11 444.
Terrängen runt Maindargi är platt. Runt Maindargi är det ganska tätbefolkat, med 185 invånare per kvadratkilometer. Närmaste större samhälle är Akkalkot, 11,9 km nordväst om Maindargi. Trakten runt Maindargi består till största delen av jordbruksmark.